# Marcelo Zalayeta
Marcelo Danubio Zalayeta (Montevideo, 5 de diciembre de 1978) es un exfutbolista uruguayo. Jugó de delantero y su último equipo fue Peñarol.

## Trayectoria
Comenzó su carrera como profesional en Danubio de Montevideo en la temporada 1995-1996, a los 17 años, jugando en la Primera División y marcando 12 goles. Al año siguiente pasó a Peñarol que, con ayuda de sus 13 tantos, consiguió el Campeonato Uruguayo. 
Con tan solo 19 años, Zalayeta era ya titular con la selección de su país.
A partir de su gran actuación en el Mundial Sub-20 de Malasia 1997, fue transferido a la Juventus de Turín, en la cual marcó varios goles importantes, sobre todo en la Champions League contra FC Barcelona y Real Madrid CF.
A pesar de su elevado coeficiente de goles marcados por minutos jugados, a Zalayeta le costó entrar al once titular, y ha sido cedido a varios equipos tanto italianos Empoli FC como extranjeros como Sevilla FC de España.
Sus pasajes por estos grandes clubes de las ligas de España e Italia fueron negociados y obtenidos por mediación de su representante, el empresario Francisco “Paco” Casal.
De vuelta en la Juventus en la temporada 2004-2005, fue utilizado con regularidad por el técnico Fabio Capello, aunque sin llegar a ser un fijo en el once titular. 
En agosto de 2007 fue comprado con la fórmula de la copropiedad por el Napoli, donde disputó 49 partidos y marcó 12 goles.
El 21 de agosto de 2009 el Napoli lo cedió a préstamo al Bologna italiano.
El 25 de agosto de 2010 rescindió el contrato con el Napoli y fue fichado por el Kayserispor de Turquía.
En mayo de 2011 firmó contrato con Peñarol, para comenzar a jugar a partir de junio de 2011 en el club.
Retornó a Peñarol en competiciones oficiales en mediados de agosto frente a El Tanque Sisley en la victoria por 2-0 del equipo, convirtiendo el segundo gol y dando una asistencia en el primero.
Obtuvo con Peñarol el Campeonato Uruguayo 2012-13 en donde anotó 15 goles, siendo una de las principales figuras del plantel, convirtió un gol en el clásico que Peñarol ganaría 3 a 0 por el Clausura 2013. 
Además en la última fecha de este torneo le marcó un gol a Liverpool en un triunfo 4 a 0 que le permitió ganar la Tabla Anual . 
Fue nombrado mejor jugador de la liga uruguaya.
El 22 de enero de 2016 decidió abandonar el fútbol luego de que el técnico de Peñarol (Pablo Bengoechea), fuera cesado, persona a la que admira mucho y con la que mantiene una muy buena amistad.
Desde entonces ha participado en numerosos eventos deportivos y sociales vinculados a compañeros del fútbol y organizaciones benéficas de distinta índole.

## Selección nacional
Ha sido internacional con la Selección de Uruguay en 33 ocasiones, marcando 10 goles.
Es recordado por haberle convertido 3 goles a Colombia en las eliminatorias camino a Alemania 2006 en el triunfo charrúa 3-2. Los goles de Colombia fueron obra de Elkin Soto y Juan Pablo Ángel. 
Uruguay no clasificó al Mundial al caer ante Australia en el repechaje Sudamérica - Oceanía. También fue importante su participación en el Mundial sub-20 de 1997 que le valió el balón de plata de la competición. Fue Subcampeón de la Copa América 1999 en Paraguay, marcando 3 goles.

### Participaciones en Mundiales
| Copa                   | Sede    | Resultado  | Partidos | Goles |
| ---------------------- | ------- | ---------- | -------- | ----- |
| Mundial sub-20 de 1997 | Malasia | Subcampeón | 6        | 3     |

### Participaciones enCopa América
| Copa              | Sede     | Resultado  | Partidos | Goles |
| ----------------- | -------- | ---------- | -------- | ----- |
| Copa América 1999 | Paraguay | Subcampeón | 6        | 3     |

### Participaciones enCopa Confederaciones
| Copa                      | Sede           | Resultado  | Partidos | Goles |
| ------------------------- | -------------- | ---------- | -------- | ----- |
| Copa Confederaciones 1997 | Arabia Saudita | 4.º puesto | 4        | 1     |

## Clubes
| Club               | País    | Año       |
| ------------------ | ------- | --------- |
| Danubio FC         | Uruguay | 1996      |
| Peñarol            | Uruguay | 1997      |
| Juventus de Turín  | Italia  | 1998-2007 |
| Empoli (préstamo)  | Italia  | 1998-1999 |
| Sevilla (préstamo) | España  | 1999-2001 |
| Perugia (préstamo) | Italia  | 2004      |
| Napoli             | Italia  | 2007-2010 |
| Bologna (préstamo) | Italia  | 2009-2010 |
| Kayserispor        | Turquía | 2010-2011 |
| Peñarol            | Uruguay | 2011-2015 |

## Palmarés

### Títulos nacionales
| Título                     | Club     | País    | Año     |
| -------------------------- | -------- | ------- | ------- |
| Campeonato Uruguayo        | Peñarol  | Uruguay | 1997    |
| Liguilla Pre-Libertadores  | Peñarol  | Uruguay | 1997    |
| Supercopa de Italia        | Juventus | Italia  | 1997    |
| Serie A                    | Juventus | Italia  | 1997-98 |
| Segunda División de España | Sevilla  | España  | 2000-01 |
| Serie A                    | Juventus | Italia  | 2001-02 |
| Supercopa de Italia        | Juventus | Italia  | 2002    |
| Serie A                    | Juventus | Italia  | 2002-03 |
| Supercopa de Italia        | Juventus | Italia  | 2003    |
| Serie B                    | Juventus | Italia  | 2006-07 |
| Torneo Apertura            | Peñarol  | Uruguay | 2012    |
| Campeonato Uruguayo        | Peñarol  | Uruguay | 2012-13 |
| Torneo Clausura            | Peñarol  | Uruguay | 2015    |
| Torneo Apertura            | Peñarol  | Uruguay | 2015    |
| Campeonato Uruguayo        | Peñarol  | Uruguay | 2015-16 |

### Distinciones individuales
| Distinción                                           | Año     |
| ---------------------------------------------------- | ------- |
| Balón de Plata de la Copa Mundial Sub-20             | 1997    |
| Máximo goleador del Torneo Apertura (8 goles)        | 2011    |
| Mejor jugador del Campeonato Uruguayo                | 2012-13 |
| Máximo asistente del Torneo Clausura (7 asistencias) | 2015    |